# Ranger (Geòrgia)
Ranger és una població dels Estats Units a l'estat de Geòrgia. Segons el cens del 2000 tenia 85 habitants.

## Demografia
Segons el cens del 2000, Ranger tenia 85 habitants, 33 habitatges, i 23 famílies. La densitat de població era de 40 habitants/km².
Dels 33 habitatges en un 18,2% hi vivien nens de menys de 18 anys, en un 54,5% hi vivien parelles casades, en un 12,1% dones solteres, i en un 27,3% no eren unitats familiars. En el 21,2% dels habitatges hi vivien persones soles el 6,1% de les quals corresponia a persones de 65 anys o més que vivien soles. El nombre mitjà de persones vivint en cada habitatge era de 2,27 i el nombre mitjà de persones que vivien en cada família era de 2,58.
Per edats la població es repartia de la següent manera: un 12,9% tenia menys de 18 anys, un 5,9% entre 18 i 24, un 22,4% entre 25 i 44, un 30,6% de 45 a 60 i un 28,2% 65 anys o més.
L'edat mediana era de 50 anys. Per cada 100 dones de 18 o més anys hi havia 94,7 homes.
La renda mediana per habitatge era de 26.875 $ i la renda mediana per família de 33.750 $. Els homes tenien una renda mediana de 30.000 $ mentre que les dones 23.750 $. La renda per capita de la població era de 15.224 $. Entorn del 13,3% de les famílies i el 8,8% de la població estaven per davall del llindar de pobresa.

## Poblacions més properes
El següent diagrama mostra les poblacions més properes.